# It's Christmastime Again, Charlie Brown
It's Christmastime Again, Charlie Brown (en español, Llegó de nuevo la Navidad, Charlie Brown) es el trigésimo sexto especial animado en horario prime-time basado en el popular cómic diario Peanuts, de Charles M. Schulz. Se estrenó el 27 de noviembre de 1992 por la CBS. Es el primer especial de Peanuts de temática navideña desde A Charlie Brown Christmas en 1965. 

## Argumento
It's Christmastime Again, Charlie Brown se compone de varios historias de temática navideña extraídas de la tira cómica:
- Charlie Brown intenta vender coronas de Navidad puerta a puerta.
- Peppermint Patty trata de evitar leer un libro para la escuela.
- Charlie Brown vende toda su colección de historietas para comprarle a Peggy Jean un par de guantes, pero se termina dando cuenta que a ella ya le habían regalado un par.
- Peppermint Patty y Marcie van a ver una representación de El Mesías de Händel.
- Charlie Brown y Linus intentan explicarle a Sally el verdadero significado de la Navidad, sin mucho éxito.
- Los chicos preparan una obra de teatro de Navidad para la escuela.

## Emisión y distribución

### Emisión en TV
Se estrenó en CBS el 27 de noviembre de 1992, y fue el último especial de Peanuts en estrenarse en esa cadena. El especial ya no se transmite en la TV estadounidense, ya que tanto la CBS como ABC (que actualmente tiene los derechos de emisión televisiva de los especiales) lo han sacado de emisión en favor de otros especiales. En Canadá, YTV todavía lo transmite.

### Lanzamiento en VHS
Unos meses antes de su estreno televisivo, se lanzó en VHS en las estaciones de servicio de Shell, haciendo a este el primer especial directo a video. En 1996, Paramount lo editó nuevamente en VHS.

### Lanzamiento en DVD
El 9 de diciembre del 2000, Paramount editó el especial en DVD junto como bonus en el DVD de A Charlie Brown Christmas. El 7 de octubre de 2008 la misma colección fue reeditada por Warner Home Video.

## Reparto
| Personaje        | Actor de Voz Original | Actor de doblaje (Latinoamérica) |
| ---------------- | --------------------- | -------------------------------- |
| Charlie Brown    | Jamie E. Smith        | José Manuel Vieira               |
| Linus            | John Christian Graas  | Maythe Guedes                    |
| Lucy             | Marnette Patterson    | Lilo Schmid                      |
| Frieda           | Marnette Patterson    | Jhaidy Barboza                   |
| Franklin         | Sean Mendelson        | Jhaidy Barboza                   |
| Sally            | Mindy Ann Martin      | Rossana Cicconi                  |
| Peppermint Patty | Phillip Lucier        | María Teresa Hernández           |
| Patty            | Deanna Tello          | María Teresa Hernández           |
| Peggy Jean       | Deanna Tello          | Rocío Mallo                      |
| Violet Gray      | Deanna Tello          | Irina Indigo                     |
| Marcie           | Lindsay Benesh        | Mercedes Prato                   |
| Harold Angel     | Matthew Slowik        | ¿?                               |
| Snoopy           | Bill Melendez         | Bill Melendez                    |